# Tania Maria
Tania Maria (São Luís (Maranhão), 9 mei 1948) is een Braziliaanse zangeres, componiste, orkestleidster en pianiste en zingt meestal in het Portugees of Engels. Haar muziek in Braziliaanse stijl is meestal vocaal, soms pop, vaak jazzy, en omvat samba, bossa, Afro-Latin, pop en jazzfusion.

## Biografie
Geboren in São Luís, Maranhão, Noord-Brazilië, begon Tania Maria op 7-jarige leeftijd met pianospelen en werd orkestleider op 13-jarige leeftijd, toen haar band professionele muzikanten, georganiseerd door haar vader, de eerste prijs won in een lokale muziekwedstrijd en ging spelen in dancings, in clubs en op de radio. Haar vader, een metaalbewerker en een begaafd gitarist en zanger, had haar aangemoedigd om piano te studeren zodat ze kon spelen in zijn jamsessies in het weekend, waar ze eerst de ritmes en melodieën van samba, jazz, popmuziek en Braziliaanse chorinho in zich opnam. Sindsdien heeft ze nooit in de band van iemand anders gewerkt. Ze is licentiaat in de rechten, vroeg getrouwd en had kinderen. Het eerste album Apresentamos van Maria werd in 1969 in Brazilië uitgebracht, gevolgd door Olha Quem Chega in 1971, maar het was een verhuizing naar Frankrijk aan het eind van de jaren 1970 dat haar op het internationale toneel bracht. Tijdens een concert in Australië trok haar formidabele muzikale precisie en freewheeling-geest de aandacht van wijlen Amerikaanse gitarist Charlie Byrd, die haar aanprees bij wijlen Carl Jefferson, oprichter van Concord Records.
Met Tania's album Come with me uit 1983 begon haar internationale doorbraak met de titelsong, die uitgroeide tot een dansklassieker uit de jaren 1980 die sindsdien regelmatig is gecoverd. Het poppy album Made in New York uit 1985 verhoogde haar populariteit wereldwijd.
Maria heeft op vrijwel elk belangrijk jazzfestival ter wereld gespeeld en is bij talloze televisie- en radioprogramma's verschenen. Ze heeft meer dan 25 albums opgenomen en werd in 1985 genomineerd voor een Grammy Award in de categorie «Best Jazz Vocal Performance, Female». Ze trad op op locaties zoals de Blue Note en festivals waaronder het Monterey Jazz Festival in 1981, 1983 en 1989, het Saratoga Jazz Festival, het JVC Jazz Fest 1991, het Montreux Jazz Festival, het New Orleans Jazz & Heritage Festival, het Puerto Rico Heineken Jazzfest 2001, het Malta Jazz Festival 2003 op de Maltese eilanden, het Novosadski Jazz Festival 2004 en het Belgische Jazz Middelheim 2007. Ze trad op tijdens het jaarlijkse North Sea Jazz Festival in Den Haag in 1978 en is daar minstens 10 keer teruggekeerd. Ze speelde met grootheden als Steve Gadd, Anthony Jackson, Sammy Figueroa en Eddie Gómez.

## Discografie
- 1969:	Apresentamos (Continental)
- 1971:	Olha Quem Chega (Odeon Records)
- 1977:	Via Brasil (Sunnyside Records)
- 1977:	Via Brasil, Vol. 2 (Sunnyside Records)
- 1979:	Live	Brazilian jazz (Accord)
- 1980:	Piquant (Concord Records)
- 1981:	Taurus (Concord Records)
- 1983:	Come with Me (Concord Records)
- 1984:	Love Explosion (Concord Records)
- 1984:	The Real Tania Maria: Wild! (Concord Records)
- 1985:	Made in New York (EMI Records)
- 1988:	Forbidden Colors (Capitol Records)
- 1990:	Bela Vista (Blue Note Records)
- 1986:	Lady from Brazil (EMI Records)
- 1993:	Outrageous (Concord Records)
- 1993: The Best of Tania Maria (Blue Note Records))
- 1995:	No Comment (TKM)
- 1995: Bluesilian (TKM)
- 1997:	Europe (TKM)
- 2000:	Viva Brazil (Concord Records)
- 2002:	Happiness (Recall Records)
- 2002: Tania Maria Live at the Blue Note (Concord Records)
- 2003:	Outrageously Wild (Concord Records)
- 2004:	Olha Quem Chega (heruitgave) (Import)
- 2005:	Tania Maria in Copenhagen (met Niels-Henning Ørsted Pedersen) (Stunt)
- 2005: Intimidade (Blue Note Records)
- 2005: Brazil with My Soul (Universal Records)
- 2011:	Tempo (met Eddie Gómez) (Naïve Records)
- 2012:	Canto	Brazilian (Naïve Records)

- Bibliothèque nationale de France: cb13900282v (data)
- Gemeinsame Normdatei: 134536266
- International Standard Name Identifier: 0000 0000 5515 1931
- Library of Congress Control Number: n85009614
- MusicBrainz: 722acd7b-e04c-4250-912d-7bdd218a9f3b
- Nationale Bibliotheek van Tsjechië: jn20020722496
- Nationale Bibliotheek van Israël: 987007406766305171
- Nederlandse Thesaurus van Auteursnamen: 072874295
- Système universitaire de documentation: 169951782
- Virtual International Authority File: 76501645
- WorldCat: E39PBJf4cHTr6gVFY9XrptFHYP